# Volkswagen Passat B9
Volkswagen Passat B9 — автомобіль середнього розміру німецького автоконцерну Volkswagen дев'ятого покоління (ідентифікатор кузова B9). Випускається з 2023 року тільки як універсал, але в Китаї є і седан.

## Опис

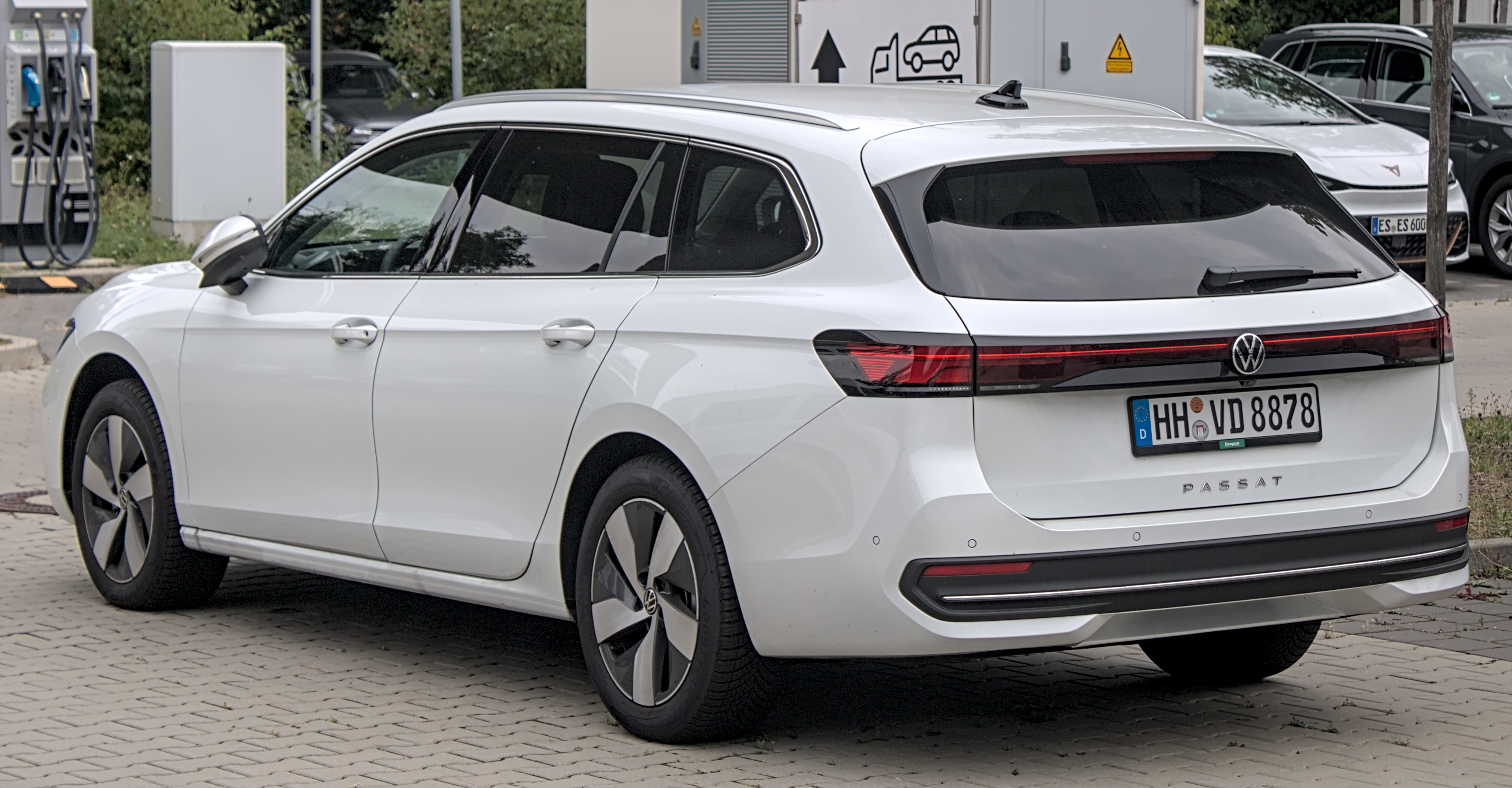
Вид ззаду

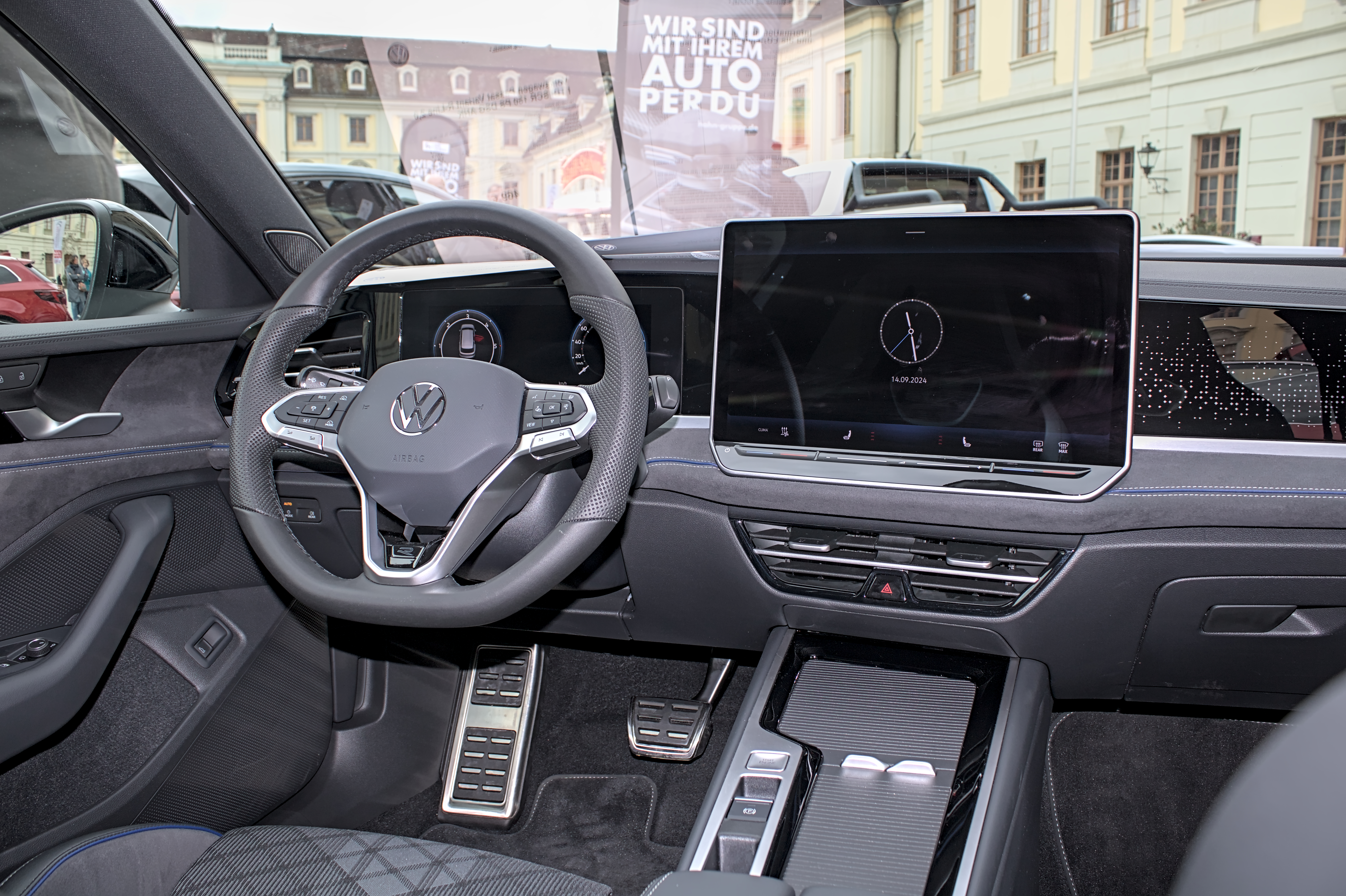
Салон

Дев'яте покоління Passat доступне виключно як універсал, за винятком Китаю, де він також доступний як седан. Він був представлений 31 серпня 2023 року та офіційно дебютував на Мюнхенському автосалоні 2023 року. Він заснований на оновленій версії платформи MQB Evo та збирається в Словаччині замість Німеччини разом із Škoda Superb, на якій він базується.
Порівняно зі своїм попередником, дизайн екстер'єру спрощений з коефіцієнтом лобового опору Cd=0,25, став найбільш аеродинамічним універсалом, який коли-небудь випускав Volkswagen. Спереду встановлені світлодіодні фари, доступні з опцією світлодіодної системи освітлення IQ.Matrix, горизонтальна світлодіодна смуга в решітці радіатора об'єднана зі світлодіодними денними ходовими вогнями всередині фар, а капот зроблений нижче по центру. Подібно до передньої частини, задня частина має «чистий і потужний дизайн» зі світловою смугою на всю ширину, а на дверях багажника літерами написано Passat.
Салон Passat досить схожий на Volkswagen моделей ID. Він оснащений 10,25-дюймовою цифровою панеллю приладів, стандартною 12,9-дюймовою інформаційно-розважальною системою з сенсорним екраном із системою MIB4 (її також можна оновити до більшого 15-дюймового екрана), повзунки з підсвічуванням під сенсорним екраном використовуються для керування гучністю та температурою, кермо використовує фізичні кнопки, а важіль перемикання передач переміщено на колонку керма для додаткового місця для зберігання речей на центральній консолі. Інші доступні функції включають 30-кольорове освітлення, аудіосистему Harman Kardon потужністю 700 Вт, систему камер Area View, HUD, Park Assist Plus і Park Assist Pro.
Об'єм багажника Passat становить 620 л, який можна збільшити до 1920 л, коли задні сидіння складені. Багажний простір у моделі eHybrid зменшується до 530 л завдяки акумуляторам для гібридної системи, розміщеним під підлогою багажника.
Будучи заснований на оновленій платформі MQB Evo, він зберігає передні стійки Макферсона та багатоважільну задню підвіску від свого попередника. Він був перероблений за допомогою нових двоклапанних амортизаторів, нової системи Vehicle Dynamics Manager (VDM) і доступний з додатковими адаптивними амортизаторами підвіски Dynamic Chassis Control Pro.

### Magotan

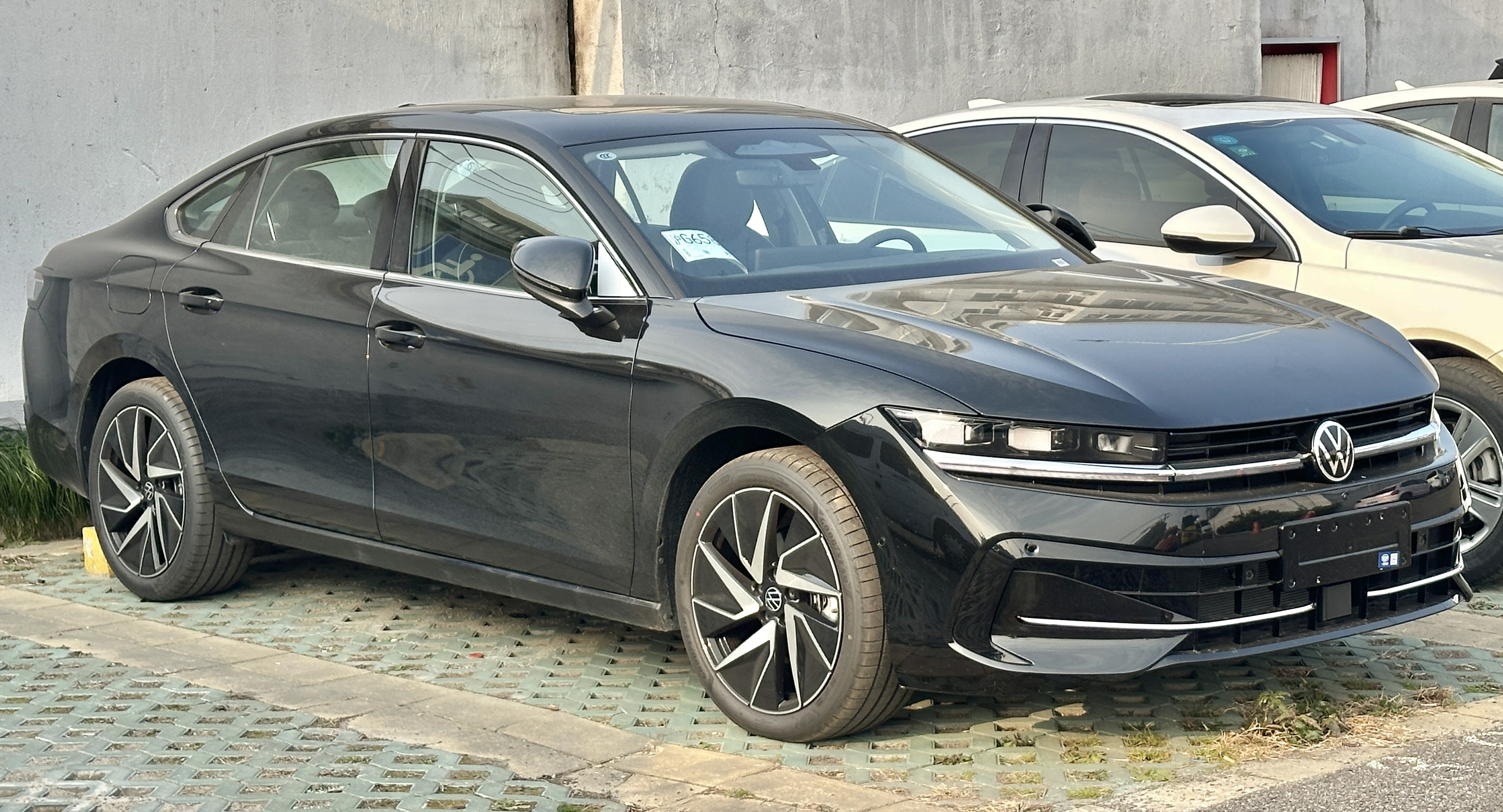
Volkswagen Magotan III

Седан Magotan був представлений 25 квітня 2024 року на Пекінському автосалоні 2024 року. Він базується на тій же платформі, що й універсал B9 Passat, який продається по всьому світу.  
Magotan відрізняється зовнішнім стилем порівняно з універсалом, інтер'єр має 11,6-дюймовий сенсорний дисплей для переднього пасажира та кулисний перемикач автоматичної коробки передач, розміщений на центральній консолі, функцію голосового керування iFLYTEK AI, інтелектуальна система допомоги водієві IQ. Pilot, розроблена у співпраці з DJI, і додаткові функції.

### Passat Pro

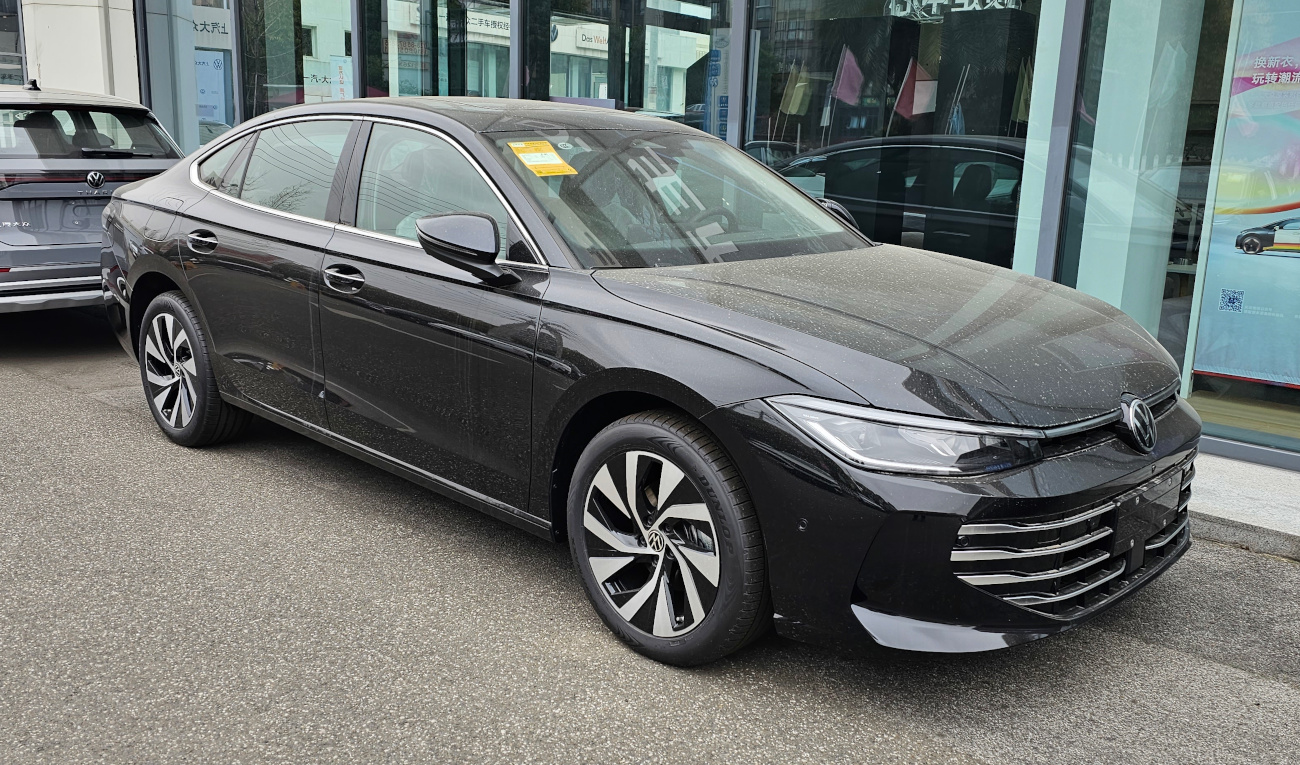
Volkswagen Passat Pro

Седан Passat Pro для китайського ринку був випущений у вересні 2024 року. 
Він базується на тій самій платформі, що й Magotan, і виробляється спільним підприємством SAIC Volkswagen.  
Порівняно з Magotan, Passat Pro має іншу передню панель, запозичену у Passat для Європи, і на 16 мм коротшу за довжиною.

## Двигуни

### Бензинові
- 1.5 eTSI 148 к.с. 250 Нм
- 2.0 TSI 4Motion 261 к.с. 400 Нм

### Дизельні
- 2.0 TDI 120/148 к.с. 320/360 Нм
- 2.0 TDI 4Motion 190 к.с. 400 Нм

### Гібридні
- 1.5 TSI eHybrid 204/272 к.с. 350/400 Нм